# Göte Andersson
Göte Andersson (Stockholm, 19 februari 1909 – Uppsala, 12 mei 1975) was een Zweeds waterpolospeler.
Göte Andersson nam als waterpoloër eenmaal deel aan de Olympische Spelen; in 1936. In 1936 maakte hij deel uit van het zweedse team dat als zevende eindigde. Hij speelde vijf wedstrijden.
Andersson speelde voor de club Stockholms KK.
Göte Andersson · 
Bertil Berg · 
Erik Holm · 
Tore Lindzén · 
Tore Ljungqvist · 
Åke Nauman · 
Gösta Persson · 
Sven-Pelle Pettersson · 
Runar Sandström · 
Georg Svensson